# Copenhagen Jazzhouse
Jazzhouse (tidligere Copenhagen Jazzhouse) var et jazzspillested på Niels Hemmingsens Gade i det indre København med ca. 200 koncerter om året.
Koncertstedet åbnede 1991 under navnet Copenhagen JazzHouse og havde to forskellige scener da det lukkede i 2017. Den store scene befandt sig i kælderplan, mens den lille scene Herluf findes i stueplan og var opkaldt efter Herluf Kamp Larsen, der åbnede Jazzhus Montmartre nytårsaften 1961.
Jazzhouse' historie skal ses som en direkte forlængelse af de to foregående jazzklubber i København under navnet Jazzhus Montmartre. Den første jazzklub i St. Regnegade i årene 1961 til 1976, under ledelse af Herluf Kemp Larsen, blev platformen for en lang række unge danske jazzmusikere. Gennem langvarigt samarbejde med verdensberømte jazzmusikere, satte de Danmark på jazzens verdenskort og gjorde København til jazzens by. Blandt de mange gæstemusikere, som spillede i Montmartre i længere perioder var saxofonisterne Dexter Gordon, Ben Webster, Stan Getz, Sonny Rollins og Hank Mobley, pianisterne Bud Powell, Jan Johansson og Dollar Brand samt bassisten Oscar Pettiford.
Da Montmartre i St. Regnegade lukkede, tog en række mennesker omkring jazzmusikeren Arnvid Meyer og restauratøt Kay Sørensen i 1976 initiativ til at åbne et ny Jazzhus Montmartre. Denne gang i Nørregade i København i den tidligere natklub Adlon. Klubben var væsentlig større end den første, og blev tillige et natdiskotek.
Idéen om Copenhagen Jazzhouse opstod efter Kay Sørensens død i 1988. Over 200 mennesker mødtes til et stormøde i januar 1990, hvor der var enighed om at nedsætte en arbejdsgruppe om etablering af en klub i København. I oktober 1991 åbnede Copenhagen Jazzhouse, som en jazzklub der udsprang af jazzmiljøet, bakket op af musikere, musikpolitikere, stat og kommune. Modellen var den samme som i Montmartre Nørregade: En international og højt profileret jazzklub og natklub.
I august 2011 lukkede Jazzhouse som følge af skybruddet over København. Huset genåbnede med ny koncertsal efter 10 måneders renovering den 1. juni 2012 og præsenterede i 2012 John Scofield, Joe Lovano, Dave Douglas, John Patitucci, Bill Frisell, Jakob Bro (artist in residence), Neneh Cherry & The Thing, Stacey Kent, Jeff Ballard m.fl.
I 2012 og 2013 foregik Danish Music Awards Folk på Jazzhouse. Femte sæson af comedyprogrammet Dybvaaaaad! blev optaget på Jazzhouse i efteråret 2014, og i foråret 2015 blev sjette sæson optaget samme sted.
I 2017 blev Copenhagen Jazzhouse sammenlagt med Global Copenhagen, og åbnede som ALICE den 1. februar 2018.

## Hotel Cecil
Adressen på Niels Hemmingsens Gade er siden blevet overtaget af Bremen Teater, som genåbnede spillestedet under navnet Hotel Cecil i 2018.